# Panilla hadrastis
Panilla hadrastis är en fjärilsart som beskrevs av George Francis Hampson 1926. Panilla hadrastis ingår i släktet Panilla och familjen nattflyn. Inga underarter finns listade i Catalogue of Life.